# Bertil Norström
Pour les articles homonymes, voir Norström.
Per Bertil Norström (né le 9 septembre 1923 à Sala et mort le 6 septembre 2012 à Stockholm) est un acteur suédois.
Il est marié à l'actrice Margreth Weivers de 1947 jusqu'à sa mort.